# Pinocchio 3000
Pinocchio 3000, conosciuto anche come P3K, è un film d'animazione franco-canadese diretto da Daniel Robichaud. Il film è prodotto da Christal Films, CinéGroupe e Anima Kids e narra le vicende del burattino Pinocchio in chiave futuristica, nella città di Scamboville nell'anno 3000.

## Trama
La storia si ambienta nell'anno 3000. Il progresso ha permesso alla fittizia cittadina di Scamboville di vivere in armonia, sia per gli umani che per i robot. Gli unici "atti di protesta" provengono dai bambini della città che cercano di preservare le poche piante sopravvissute dal soffocamento del metallo. La cosa non fa felice il sindaco Scamboli, il quale odia sia i bambini che le piante. Ironia vuole che lui stesso abbia una figlia ambientalista, Marlène, che però lui ama profondamente. Su consiglio di Marlène, Scamboli decide di creare un Luna Park, Scamboland, cosicché possa tenere occupati i bambini dal sabotare i suoi robot costruttori.
Nel frattempo, l'inventore italiano Geppetto, sta per dare vita alla sua ultima creazione: un robot-figlio di nome Pinocchio. Ad aiutarlo ci sono Spencer, un Pinguino che in passato Scamboli aveva reso cibernetico, e la Casa, l'abitazione di Geppetto automatizzata. Al momento di dare vita a Pinocchio, Scamboli sta inaugurando Scamboland usando molta energia. Geppetto quindi, usa l'energia della città per dare energia a Pinocchio, lasciando spenta Scamboland e facendo fare una brutta figura al sindaco davanti a tutti i bambini della città.
Pinocchio vive e osserva l'immensa bellezza della stanza e abbraccia amorevolmente il babbo e lo zio Spencer. Quando Spencer tira fuori in ballo che lui gli immortalerà i suoi momenti della sua vita, Geppetto spiega che ciò non è possibile in quanto un robot non può crescere. In quel momento, compare la Fata Cyberina che offre a Pinocchio la possibilità di diventare un bambino una volta che saprà distinguere il bene dal male. Prima di andarsene, Cyberina lascia un promemoria a Pinocchio: ogni volta che dirà qualcosa di sbagliato, il suo naso si allungherà.
Il giorno dopo, Spencer accompagna Pinocchio a scuola, insegnandoli già qualcosa come per esempio che i pedoni devono attraversare con la luce lampeggiante e le macchine fermarsi e che Scamboli è sempre nel torto. Nel frattempo, il sindaco manda Cabby e Rodo, i suoi svitati robot assistenti, a fare pubblicità a Scamboland (ora riparata) alla scuola di Marlène. Pinocchio si interessa alla loro pubblicità, ma Spencer si mette di mezzo, conoscendo i due farabutti. Intanto, Cabby e Rodo e due compagni di Pinocchio, scoprono che lui è una creazione di Geppetto, molto conosciuto dai bambini. Mentre Spencer distrae i due robot, andandosene, sopraggiunge Marlène, che ride del fatto che un robot stia cercando di imitare un bambino. Offeso, Pinocchio (appoggiato da Cabby e Rodo) la sfida a dimostrargli che lui può essere fantasioso quanto lei.
Marlène quindi porta i tre al suo giardino, presso il Gioco della Fantasia, gestita da Cyberina stessa. Il gioco consiste nell'immaginare più cose dell'avversario. Pinocchio perde, ma strappa la medaglia a Marlène sostenendo di esser stato più bravo lui. Marlène se ne va e Cabby e Rodo, felice che un loro simile abbia battuto Marlène, lo accompagnano dal capo. Pur sapendo che, per Spencer, Scamboli è nel torto, Rodo sostiene che lui stia nel giusto e Pinocchio sostiene sia una cosa che dipende e accetta di incontrarlo.
Scamboli accoglie felicemente Pinocchio, sebbene figlio del suo nemico, e i due chiacchierano del più e del meno, arrivando al fatto che Scamboland possa usare Pinocchio come mascotte per attirerà più bambini alla seconda riapertura. Il piano di Scamboli, però, è un altro: basandosi su una frase di Pinocchio ("Sarebbe bello se i bambini fossero come noi"), Scamboli vuole trasformare i visitatori di Scamboland in robot.
Il giorno dopo, Pinocchio ri-inaugura Scamboland e tutti i bambini giungono dalla città. Anche Geppetto, giunge, ma viene avvicinato da Scamboli, che lo rinchiude e lega dentro una sala di comando. Dopo l'inaugurazione, Pinocchio offre ai bambini di provare la "Balena Magica", un ottovolante in cui è presente il processo di "robotizzazione". All'insaputa di Pinocchio e Marlène, i quali fanno pace, tutti i bambini vengono trasformati in robot.
Pinocchio e Marlène passano la notte nel giardino di quest'ultima, dove si addormentano. Il giorno dopo, i bambini robot, stanno metallizzando tutte le piante del giardino sotto lo sguardo triste di Marlène e quello divertito di Pinocchio. I due litigano di nuovo e Pinocchio trova Cabby e Rodo che stanno guidando i robottini. I due spiegano a Pinocchio chi sono i robottini e che a Scamboli non gli serve più. Pinocchio fugge a casa con l'automezzo di Cabby, seguendo le regole del pedone sui semafori per autisti e facendosi inseguire da uno Scambo-Cop, di cui perde le tracce. Pinocchio scopre da Spencer e Casa che Geppetto non è ritornato da quando era venuto a prenderlo a Scamboland. Preoccupati, Pinocchio e Spencer ritornano al Luna Park.
Lì Scamboli, dopo aver rivelato la verità a Marlène, dà ordine ai robo-bambini di distruggere Pinocchio, ma poi dà l'ordine a Geppetto (anch'esso passato a forza per la Balena Magica e trasformato in un robot). Spencer però si impossessa del telecomando dei robot e tutti si liberano dal controllo. Pinocchio e Spencer entrano nell'attrazione "il Tunnel della Paura", dove, mentre i due devono superare un percorso, Scamboli deve creare degli ostacoli e Marlène (sopraggiunta in soccorso di Pinocchio) deve distruggerli. Pinocchio e Spencer ne escono vivi grazie anche alla medaglia del Gioco della Fantasia, con il quale, Pinocchio riflette i laser di Scamboli.
Cabby, intanto, cede per sbaglio il telecomando a Geppetto che manda i robottini contro Scamboli, il quale, dopo aver licenziato Cabby e Rodo, fugge sull'automezzo di Cabby per poi essere attaccato dallo Scambo-Cop, che lo fa cadere nella Balena Magica.
Geppetto, intanto, dà a Pinocchio l'ordine di radunare i bambini per invertire il processo di "robotizzazione". Tutti i bambini passano attraverso la Balena Magica e ritornano umani. Quando è il turno di Geppetto, la Balena Magica si blocca. Pinocchio entra a controllare e trova Scamboli vicino al pulsante di emergenza accanto alla carrozza del padre (mezzo incosciente poiché fermato nel bel mezzo del processo di de-robotizzazione.
Pinocchio, quindi, si mette a lodare e ad ammirare Scamboli dandogli tanti pregi. Nel mentre che lo dice, il naso di Pinocchio si allunga e raggiunge il pulsante, facendo partire la carrozza dietro Scamboli che viene trascinato dentro la giostra nella direzione abituale. In quel momento Cyberina compare e restringe il naso di Pinocchio (Poiché quest'ultimo ha detto delle bugie nell'intento di salvare Geppetto) e lo mette sulla carrozza del padre, facendola partire al contrario.
Mentre Cabby e Rodo vanno per la loro strada, Pinocchio e Geppetto escono dalla Balena Magica come umani e Scamboli ne esce come un robot. Il film si conclude con Cyberina che ripristina tutto il verde soffocato dal metallo.
Nelle immagini nei crediti, si vede Scamboli tornato normale e che ha imparato dalla figlia, a prendersi cura delle piante.

## Personaggi
- Pinocchio: basato sull'omonimo protagonista del libro originale, viene creato in maniera diversa dai normali robot: con emozioni e una memoria preinstallata dei membri della famiglia. La fata Cyberina promette di trasformarlo in bambino vero così che si possa godere appieno la sua vita, se distinguerà il giusto e lo sbagliato, per aiutarlo ad ogni sbaglio fatto o detto il suo naso si allunga. È ingenuo, testardo, orgoglioso e coraggioso, proprio come la sua controparte di legno.
- Geppetto: Basato sull'omonimo personaggio di Collodi. Costruttore di robot di alto livello, è italiano, padre di Pinocchio e nemico giurato del sindaco Scamboli. Salvò Spencer da un esperimento in corso del malvagio sindaco, da quel punto il pinguino sarà eternamente grato a Geppetto che gli farà da assistente. Quando Pinocchio inaugura il parco giochi di Scamboland, Geppetto viene rapito da Scamboli che lo trasforma in un robot, e lo comanda per poter smontare il figlio. Un tentativo disperato di Spencer e l'idiozia di Cabby, impediscono ciò e Geppetto inverte la trasformazione ai bambini e a se stesso.
- Spencer de Pinguini: basato sul personaggio del Grillo Parlante. Era un pinguino fotografo dell'Antartide finché Scamboli lo rapì e vi fece degli esperimenti, Geppetto lo salvò e Spencer, mezzo robotizzato, decide di aiutare per riconoscenza Geppetto. È solito citare proverbi e detti di famiglia un po' diversi dal solito. Viene rimproverato da molti personaggi per la sua goffaggine ed eloquenza.
- Fata Cyberina: Basato sulla figura della Fata Turchina. È un essere metà fata e metà cyborg. È in grado di compiere magie (cosa assai strana in un mondo futuristico in cui la tecnologia ha la meglio sulla fantasia). Compare in casa Geppetto il giorno della nascita di Pinocchio e gli fa come regalo di trasformarlo in un bambino di carne e ossa se saprà distinguere giusto e sbagliato. È anche giudice del "gioco della fantasia" creato da Marlène. Alla fine dopo aver trasformato Pinocchio, distruggerà tutto il metallo che Scamboli aveva utilizzato per poter soffocare la natura.
- Marlène Scamboli: Basata sui personaggi di Lucignolo e della Fata giovane. È la figlia del sindaco, ama la natura e gli piace divertirsi coi robot del padre. Riesce a convincere il padre a fargli costruire "uno spazio tutto per i bambini". Dopo aver conosciuto Pinocchio a scuola, lo deride di essere un robot senza cervello e (consecutivamente senza fantasia), il robottino, per dimostrarle che si sbaglia accetta di sfidarla al gioco della fantasia, sebbene alla fine perda e le strappi la medaglia. All'inaugurazione di Scamboland i due fanno pace, per poi litigare il giorno dopo sul fatto che i robot stanno distruggendo l'ultimo spazio verde della città. Quando poi verrà a sapere che suo padre aveva solo usato Pinocchio per trasformare i bambini in robot, Marlène si mette contro il padre per poterlo sconfiggere.
- Sindaco Scamboli: Il principale antagonista del film. Stando agli sceneggiatori e ai doppiatori, egli sarebbe basato da Mangiafoco mentre in realtà ricorda più l'Omino di Burro. È sindaco della città, nemico della natura, di Geppetto e soprattutto dei bambini. L'ironia vuole che abbia una figlia amante della natura, che però ama profondamente. È spalleggiato da due leccapiedi robot incapaci. Per poter tener d'occhio i bambini in un punto della città senza averli tra i piedi a salvare i fiori, sabotando i suoi robot, crea Scamboland. La prima inaugurazione tuttavia non va bene: Geppetto risucchia tutta l'energia per poter creare Pinocchio lasciando il parco giochi inattivo. La seconda volta, utilizza Pinocchio che gli suggerisce che "sarebbe bello se i bambini fossero come i robot". Difatti Scamboli altera un'attrazione, la Balena Magica per far sì che i bambini si trasformino in robot. A missione compiuta, gli fa metallizzare ogni pianta della città. Quando Pinocchio tenta di fermarlo, gli aizza contro Geppetto (che precedentemente aveva subito la trasformazione della Balena Magica), ma fallisce. Quando viene fatto precipitare da uno Scambocop nella sua attrazione, bloccherà il tentativo di inversione di Geppetto, Pinocchio allora si precipita dentro a salvare il padre privo di sensi, e attiva con il suo naso allungabile, la Balena Magica facendo passare il malvagio sindaco in essa, trasformandolo in robot. Dopo vari giorni da macchina, Scamboli si ravvede e (dopo essere tornato umano) diventa un amante della natura.
- Cabby e Rodo: Basato sui personaggi del Gatto e la Volpe, nonostante ciò, sono rispettivamente un robot umanoide e un riccio robot a molla. Sono le spalle del sindaco. Cabby sembra avere qualche rotella fuori posto a causa dei programmi folli che gli installa Marlène. Mentre Rodo è piccolo e in bilico su una ruota caricata a molla, ciò dà ai due un sacco di gag divertenti su cui cimentarsi per ravvivare il film.
- Zac e Cynzia: Sono due fratelli, personaggi minori nel film che interagiscono di più col protagonista. Anche essi lottano per liberare la natura dal metallo robotico di Scamboli.
- Scambo-Cop: Basato sul personaggio del Carabiniere. È uno dei pochi robot senza emozioni della storia.

## Riconoscimenti
- Premio Goya
  - 2005 - Miglior film d'animazione